# Барбарис канадский
Барбарис канадский (лат. Berberis canadensis) — кустарник, вид рода Барбарис (Berberis) семейства Барбарисовые (Berberidaceae).

## Распространение и экология
В природе ареал вида охватывает Северную Америку — от Виргинии до Джорджии и Миссури.
Произрастает по склонам гор.
Обладает достаточной зимостойкостью, жаростойкостью, но страдает от сухости.

## Ботаническое описание
Кустарник высотой до 2 м. Побеги прямостоящие, слабо ребристые, сизовато-пурпуровые, позже серые.
Листья довольно плотные, обратнояйцевидные или продолговатые, длиной 2—5 см, с тупой верхушкой, колючезубчатые, сверху ярко-зелёные, снизу беловатые. Колючки обычно тройчатые, тонкие, длиной около 1 см.
Цветки до 15 в кистях длиной до 4,5 см, ярко-жёлтые, на цветоножках длиной до 1 см.
Ягоды эллиптические, шарлаховые, длиной до 1 см.
Цветёт в июне.

## Значение и применение
В культуру введен с XVIII века по всему северному полушарию. В России известен в европейской части.
Особыми декоративными качествами не отличается; часто смешивается с Барбарис обыкновенный (Berberis vulgaris). Применяется так же, как Барбарис обыкновенный.

## Таксономия
Вид Барбарис канадский входит в род Барбарис (Berberis) трибы Барбарисовые (Berberideae) подсемейства Барбарисовые (Berberidoideae) семейства Барбарисовые (Berberidaceae) порядка Лютикоцветные (Ranunculales).
|  |                       |  |                                          |                                          |                           |  | ещё 1 подсемейство (согласно Системе APG II) | ещё 1 подсемейство (согласно Системе APG II) |                                       |  |  |  | ещё 11—14 родов         | ещё 11—14 родов        |  |  |
|  |                       |  |                                          |                                          |                           |  | ещё 1 подсемейство (согласно Системе APG II) | ещё 1 подсемейство (согласно Системе APG II) |                                       |  |  |  | ещё 11—14 родов         | ещё 11—14 родов        |  |  |
|  |                       |  |                                          | семейство Барбарисовые                   |                           |  |                                              |                                              | триба Барбарисовые                    |  |  |  |                         | вид Барбарис канадский |  |  |
|  |                       |  |                                          | семейство Барбарисовые                   |                           |  |                                              |                                              | триба Барбарисовые                    |  |  |  |                         | вид Барбарис канадский |  |  |
|  | порядок Лютикоцветные |  |                                          |                                          | подсемейство Барбарисовые |  |                                              |                                              | род Барбарис                          |  |  |  |                         |                        |  |  |
|  | порядок Лютикоцветные |  |                                          |                                          |                           |  |                                              |                                              |                                       |  |  |  |                         |                        |  |  |
|  |                       |  | ещё 9 семейств (согласно Системе APG II) | ещё 9 семейств (согласно Системе APG II) |                           |  |                                              | ещё 1 триба (согласно Системе APG II)        | ещё 1 триба (согласно Системе APG II) |  |  |  | ещё от 450 до 600 видов |                        |  |  |
|  |                       |  |                                          | ещё 9 семейств (согласно Системе APG II) |                           |  |                                              |                                              | ещё 1 триба (согласно Системе APG II) |  |  |  |                         |                        |  |  |